# Herzeleid
Herzeleid је први албум немачког бенда Рамштајн.

## Списак песама
-{
- "Wollt ihr das Bett in Flammen sehen?" ("Желите ли да видите кревет у пламену?") – 5:17
- "Der Meister" ("Господар") – 4:08
- "Weißes Fleisch" ("Бело месо") – 3:35
- "Asche zu Asche" ("Пепео пепелу") – 3:51
- "Seemann" ("Морнар") – 4:48
- "Du riechst so gut" ("Тако добро миришеш") – 4:49
- "Das alte Leid" ("Стара Туга") – 5:44
- "Heirate mich" ("Ожени ме") – 4:44
- "Herzeleid" ("Бол срца") – 3:41
- "Laichzeit" ("Време мреста") – 4:20
- "Rammstein" – 4:25 }-

## Сингл песме са овога албума
-{
- "Seemann" ("Морнар") – 4:48, 1995.
- "Du riechst so gut" ("Тако добро миришеш") – 4:49, 1996.
- "Asche zu Asche" ("Пепео пепелу") – 3:51, 2001.

}-

## Информације о песмама

### 1.("Желите ли да видите кревет у пламену?")
Јако тешко преводива песма. Вероватно да је сам хтео Рамштајн желео да овој песми не може да се одреди значење. Комплетна песма је, наравно, препознатљив Тилов дупли смисао. У већини области, песма односи на корелацију између љубави и секса: “Sex ist ein Schlacht, Liebe ist Krieg!” – Секс је једна борба (чак се у случају Рамштајна може рећи и клање), љубав је рат.
У другом делу песме се поставља питање да ли можете бити толико невини да не можете да убијете.

### 2.("Господар")
По Флејку песма је о Богу. Господар шаље своје поданике да најаве долазак судњег дана, и да су дани одбројани, а ти мораш да трчиш и бежиш ако желиш да се спасиш.

### 3.("Бело месо")
Песма говори о силовању. Човек чији је отац био силоватељ... Насиље рађа насиље. Он ужива у патњи жртве.

### 4.("Пепео пепелу")
Најчешће се сматра да интерпретацијом разапињања Исуса Христа на крст. У песми се спомиње како ће се 10 дана по разапињању вратити и прогонити егзекуторе као сенка док ће овај молити за милост. Нумер је данак освети, и снагом и жељом за њом коју бес, бол и неправда могу да пробуде у људима.

### 5.("Морнар")
Ово је песма о особи која се, након губитка вољене особе, осећа толико усамљено да једнино што осећа је туга. У песми није објашњено зашто је остао сам, али то није ни поента, већ само дубоко осећање бола након губитка вољене особе.
Очигледно да Тил јако воли чежњу јер је помиње у великом броју текстова.

### 6.("Тако добро миришеш")
Ради се о предатору који је намирисао жртву и кренуо у потрагу за њом. Сексуална жеља лика у песми пробуђена је заносним мирисом неке особе и он креће у лов, пратећи њен мирисни траг који она оставља за собом. Лако је протумачити песму ако се одгледа спот из 1998 јер је јако аутентичан.

### 7.("Стара туга")
Песма говори о тузи због старе неостварене сексуалне чежње. Он зна да га сваки пут када осети чежњу чека иста патња. Он жели само да је*е а да не осети бол (чежњу, патњу)

### 8.("Ожени ме")
Још једна Рамштајнова контроверзна песма, инспирисана смрћу Тиловог оца.
Ради се о некрофилији, љубави према мртвој љубавници, коју и даље жели, иако се она распада.
Песма, у ствари, представља дубоку чежњу човека за прошлошћу.

### 9.("Бол срца")
Сам текст указује на значење ове песме:
"Чувајте једно друго
Од боли срца
Јер кратко је време
Које проведете заједно
Јер иако су вас многе
Године спојиле
Чиниће вам се као да
Су минути"
Познато је да је ову песму Тил писао док је ручао и због тога је, док је јео храну и певао, правио паузе у самим речима, тако је и настала песма

### 10.("Времемреста")
У самом наслову, као и у многим речима у песми, односи се на време мреста риба. Али исто тако има пренесено значење инцеста, окрутности и бруталности. Али речи се све време преплићу због и због тога је веома тешка за рецензију. Песма са веома мрачним текстом.

### 11.("Рамштајн")
Песма говори о Немачкој војној бази у којој су за време аеро митинга погинула 89 цивила. База се иначе зове Ramstein, што је уједно и назив бенда, настао тако што је Тил чуо за несрећу на ТВ-у и синула му идеја да је Ramstein одличан назив за бенд. Дадали једно слово М у назив да би се оградили од поређења и тако је настао назив Rammstein. Песма говори о страдању цивила и посипању крви коју је узроковала та нестећа.